# Gran Premio Industria e Commercio di Prato 1982
Il Gran Premio Industria e Commercio di Prato 1982, trentasettesima edizione della corsa, si svolse il 13 giugno 1982 su un percorso di 199 km, con partenza e arrivo a Prato. Fu vinto dall'italiano Moreno Argentin della Sammontana-Benotto davanti allo svedese Tommy Prim e all'italiano Roberto Ceruti.

## Ordine d'arrivo (Top 10)
| Pos. | Corridore                | Squadra                  | Tempo    |
| ---- | ------------------------ | ------------------------ | -------- |
| 1    | Moreno Argentin          | Sammontana-Benotto       | 5h12'00" |
| 2    | Tommy Prim               | Bianchi-Piaggio          |          |
| 3    | Roberto Ceruti           | Del Tongo-Colnago        |          |
| 4    | Gianbattista Baronchelli | Bianchi-Piaggio          |          |
| 5    | Lucien Van Impe          | Metauro Mobili-Pinarello |          |
| 6    | Sergio Santimaria        | Selle San Marco          |          |
| 7    | Jean-Marie Wampers       | Gis Gelati-Olmo          |          |
| 8    | Giancarlo Casiraghi      | Atala-Campagnolo         |          |
| 9    | Michael Wilson           | Alfa Lum                 |          |
| 10   | Claudio Corti            | Sammontana-Benotto       |          |